# Billbergia manarae
Billbergia manarae är en gräsväxtart som beskrevs av Julian Alfred Steyermark. Billbergia manarae ingår i släktet Billbergia och familjen Bromeliaceae. Inga underarter finns listade i Catalogue of Life.